# ユリアン・スヘーデル
ユリアン・スヘーデル（Juriaan Schaedel）は、スウェーデン生まれの砲術士官。傭兵としてオランダ東インド会社に勤務し、江戸幕府に臼砲の射撃方法を伝授した。

## 経歴
スヘーデルはスウェーデン人であるが、当時のオランダ東インド会社はオランダ人だけでなく、様々な国籍の人間が勤務していた。スウェーデン人は当時傭兵として雇われるケースが多かったようであるが、これは三十年戦争においてスウェーデン軍、とくにその砲兵隊が威力を発揮していたためと思われる。
1614年および1615年の大坂の陣では、実体弾を発射するカノン砲やカルバリン砲が使用され、城壁や建物の破壊にそれなりの効果をあげた。ところが1637年の島原の乱では、実体弾は土塁で構築され建物もほとんど無い原城には、まったく効果が無かった。幕府は焙烙玉のような炸裂弾を発射できる大砲の有無をオランダオランダ商館長に問い合わせとことろ、臼砲であれば可能との返答を得た。このため、当時の平戸オランダ商館長であったフランソワ・カロンに臼砲の作製を依頼する。カロンは部下の鋳物師であるハンス・ヴォルフガング・ブラウンに臼砲の製造を行なわせ、1639年6月16日、麻布の幕府鉄砲方井上正継の射場において試射が行われた。目標には命中しなかったものの、炸裂弾の威力に幕閣は満足した。
1649年、東インド会社はブレスケンス号事件以降のオランダと幕府とのわだかまりを解決するため、江戸に特使を派遣することとなった。そのときのバタヴィア商務総監はカロンであった。カロンは幕府の臼砲に関する興味を知っており、40ポンド臼砲2門を献上し、また正規の砲術士官による射撃を披露することとした。この任務にスヘーデルと助手としてヤン・スミットが選ばれた。

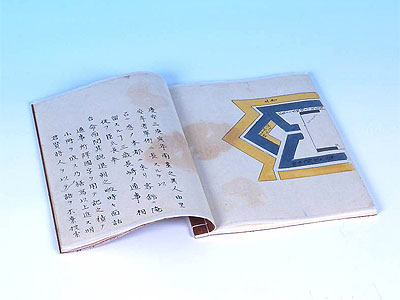
重要文化財 武雄鍋島家洋学関係資料『攻城 阿蘭陀由里安牟相伝』武雄市蔵

一行は長崎到着後、1649年11月25日に長崎を船で出発し、12月13日に大坂に到着。そこからは陸路を通ったが、臼砲他の献上品を運ぶこともあり、一行はオランダ人24人に加え、日本人310人、馬128頭の大規模なものとなった。江戸には12月31日に到着したが、その頃将軍徳川家光は既に病を得ており、拝謁はできなかった。その後も回復の目処がたたず、結局4月7日、家光に代わり老中ら幕閣に拝謁した。会見は友好的なものであり、カロンの予想通り、特にスヘーデルが40ポンド臼砲の砲撃を披露すると大いに喜ばれた。
家光は自身の目で臼砲射撃を見ることを希望しており、このためスヘーデルとスミットは江戸に残るように命じられた。滞在中の費用はすべて幕府が負担した。1650年9月1日、江戸郊外牟礼野（現在の三鷹市）の原野にて幕府が主催し、スヘーデルが指導した攻城戦の演習が行われた。スヘーデルは、攻城においては測量が重要であることも指導した。スヘーデルの教えを、軍学者の北条氏長は『攻城 阿蘭陀由里安牟相伝』にまとめ、家光に献上した。この本は幕末の砲術家である高島秋帆も所有していた。スヘーデルらが長崎に戻ったのは11月14日であった。その後、スヘーデルは一旦バタヴィアに戻り、東インド会社を退職して故国に帰った。
スヘーデルは日本人に三角測量を教えた最初の人物とも言われている。三角関数表も提供しているが、複雑すぎたためか三角関数を使った計算による測距法は受け入れられず、その後は相似を利用した作図による測距法が紅毛法として普及していく。

## 参考資料
- 『オランダ商館長日記 訳文編之四（下）』東京大学資料編纂所〈日本関係海外史料〉。
- Till, Weber「ウルム出身のハンス・ヴォルフガング・ブラウン : 日本でのドイツ人先駆者」『言語文化研究紀要』第13号、琉球大学法文学部国際言語文化学科欧米系、2004年10月、25 - 43頁、doi:10.24564/0002001599、hdl:20.500.12000/417、ISSN 0919-4215。
- 延岡繁「日本に初めて来たスウェーデン人フレデリック・コイエットの人生（2） -（原作） グンナル・ムレーン」『人文学部研究論集』第6巻、中部大学人文学部、2001年7月、43 - 111頁、CRID 1050282813525940352、ISSN 1344-6037、NAID 120006520900。
- 小曽根淳、『紅毛流測量術の起源とその教育的、科学史的意義について』、2011年度科学研究費奨励研究。研究課題番号：23909014
- 小曽根淳「紅毛流として伝来した測量術について（I）（数学史の研究）」『数理解析研究所講究録』第1787巻、京都大学数理解析研究所、2012年4月、127 - 137頁、CRID 1050845760697354752、hdl:2433/172777、ISSN 1880-2818。